# Luís I da Baviera (1173-1231)
Luís Wittelsbach, conhecido como Luís I da Baviera (em alemão: Ludwig der Kelheimer, Kehlheim, 23 de dezembro de 1173 — 15 de setembro de 1231) foi conde da Baviera e do Eleitorado do Palatinato.
Foi filho de Otão I da Baviera e fundou Landshut (1204), a parte nova (Straubinger Neustadt) de Straubing (1218) e Landau an der Isar (1224). Em 1221 participou da Quinta Cruzada, foi preso e voltou para Baviera. Morreu em atentado em 1231, em Kehlheim.